# ЖКК Вождовац
Женски кошаркашки клуб Вождовац је био српски кошаркашки клуб из Београда. Клуб је угашен 2013. године због финансијских проблема.

## Историја
ЖКK Вождовац је основан 1955. године, а био је првак Jугославије 1972. и 1975. године и освајач националног купа 1972. и 1984. године. Вождовац је прва екипа са простора бивше Југославије која је заиграла у неком европском финалу. Било је то у тријумфалној сезони 1971/1972. у којој је клуб, први пут у својој историји, освојио титулу првака Југославије (са дотад рекордном предношћу од 10 бодова) и национални куп, да се у финалу ФИБА Купа победника европских купова (касније Куп Лилијане Ронкети), састане са тада најбољим тимом у СССР-у и Европи, Спартаком из Леԋинграда. За тим који су предводили тренер Мирољуб Стојковић и његов помоћник Божидар Митровић, наступале су: Ружица Крстић (капитен), Ленка Трајковски, Јасна Тањевић, Зорка Коврлија, Слободанка Маленовић, Љиљана Вулићевић, Бранка Јовановић, Драгица Ћурулић, др Јелка Каленић, Гроздана Катић, Јасмина Томас, Милица Радивојевић, Бранка Стошић и Радмила Андрејевић.
ЖКК Вождовац је касније био и освајач још једног сениорског националног првенства и купа, али и неколико десетина титула у млађим категоријама, да би 2000. године пионирке овог клуба биле незванични прваци Европе.

## Успеси

### Национални
- Првенство Југославије:
  - Првак (2): 1971/72, 1974/75.
  - Вицепрвак (3): 1973/74, 1981/82, 1982/83.

- Куп Југославије:
  - Победник (2): 1972, 1984.
  - Финалиста (1): 1974.

### Међународни
- ФИБА Куп победника европских купова/Куп Лилијане Ронкети:
  - Финалиста (1): 1972.